# Vermilion (Illinois)
Vermilion és una vila dels Estats Units a l'estat d'Illinois. Segons el cens del 2000 tenia 239 habitants.

## Demografia
Segons el cens del 2000, Vermilion tenia 239 habitants, 93 habitatges, i 75 famílies. La densitat de població era de 121,4 habitants/km².
Dels 93 habitatges en un 35,5% hi vivien nens de menys de 18 anys, en un 58,1% hi vivien parelles casades, en un 20,4% dones solteres, i en un 18,3% no eren unitats familiars. En el 16,1% dels habitatges hi vivien persones soles el 8,6% de les quals corresponia a persones de 65 anys o més que vivien soles. El nombre mitjà de persones vivint en cada habitatge era de 2,57 i el nombre mitjà de persones que vivien en cada família era de 2,84.
Per edats la població es repartia de la següent manera: un 23,4% tenia menys de 18 anys, un 8,8% entre 18 i 24, un 28% entre 25 i 44, un 28,5% de 45 a 60 i un 11,3% 65 anys o més.
L'edat mediana era de 39 anys. Per cada 100 dones de 18 o més anys hi havia 86,7 homes.
La renda mediana per habitatge era de 33.750 $ i la renda mediana per família de 36.875 $. Els homes tenien una renda mediana de 28.500 $ mentre que les dones 16.146 $. La renda per capita de la població era de 13.157 $. Aproximadament el 8,6% de les famílies i el 17,3% de la població estaven per davall del llindar de pobresa.

## Poblacions properes
El següent diagrama mostra les poblacions més properes.